# 柴崎勇
柴崎 勇（しばさき いさむ、1949年5月2日 - 2013年7月12日）は、日本中央競馬会（JRA）に所属した騎手、調教師。千葉県出身。

## 経歴
父親は厩務員であり、15歳のとき父の伝手を頼り鴨田次男厩舎（中山競馬場）に入門。厩舎で働きながら騎手を目指す「短期講習生」として過ごし、1970年に騎手免許を取得した。1972年には障害の最高競走・中山大障害（春）をナスノセイランで制し、重賞初勝利を挙げる。
1984年、鴨田厩舎を離れフリーになると、「ダイナ」を冠名とする社台レースホース所有馬を中心に次々と重賞を制する。1986年春にはギャロップダイナで安田記念を制し、生涯唯一のGI優勝を果たした。また、同馬は夏にフランス遠征を行い、柴崎もこれに帯同。調教騎乗の要員であったが、8月には社台ファーム代表・吉田善哉の所有馬キタグニに騎乗してクラフォンテーヌ競馬場で勝利を挙げ、9月にはギャロップダイナ渡仏2戦目のムーラン・ド・ロンシャン賞（G1）にも騎乗した（結果は10着）。
1994年2月16日、調教師免許試験に合格し、同27日をもって騎手を引退。JRA通算3928戦277勝、うち重賞10勝。
翌1995年に厩舎を開業。2001年にオイワケヒカリでフローラステークスを制し、調教師として重賞初勝利。以後、2013年の中山金杯（優勝馬：タッチミーノット）まで重賞4勝を挙げた。
最後の重賞勝利から約半年後の7月12日、病気のため調教師在職のまま死去。64歳没。調教師としては通算3980戦251勝（中央競馬）、23戦2勝（地方競馬）の成績を残した。

## 通算成績

### 騎手成績
| 通算成績 | 1着 | 2着 | 3着 | 4着以下 | 騎乗回数 | 勝率 | 連対率 |
| -------- | --- | --- | --- | ------- | -------- | ---- | ------ |
| 平地     | 268 | 275 | 307 | 2994    | 3844     | .069 | .141   |
| 障害     | 9   | 9   | 8   | 58      | 84       | .107 | .214   |
| 計       | 277 | 284 | 315 | 3052    | 3928     | .071 | .143   |

#### 主な騎乗馬
※括弧内は柴崎騎乗による優勝重賞競走、太字はGI級競走。
- ナスノセイラン（1972年中山大障害・春）
- ニッショウダイヤ（1977年東北記念）
- ダイナマイン（1984年新潟記念、牝馬東京タイムズ杯）
- ダイナシュート（1984年新潟3歳ステークス、1987年七夕賞）
- ロシアンブルー（1985年七夕賞）
- ダイナエイコーン（1985年新潟3歳ステークス）
- ギャロップダイナ（1986年東京新聞杯、安田記念）

### 調教師成績
| 通算成績 | 1着 | 2着 | 3着 | 4着以下 | 騎乗回数 | 勝率 | 連対率 |
| -------- | --- | --- | --- | ------- | -------- | ---- | ------ |
| 平地     | 246 | 285 | 273 | 3125    | 3929     | .063 | .135   |
| 障害     | 5   | 6   | 2   | 38      | 51       | .098 | .216   |
| 計       | 251 | 291 | 275 | 3163    | 3980     | .063 | .136   |

上記のほか地方競馬で23戦2勝。
|            | 日付          | 競馬場・開催  | 競走名              | 馬名               | 頭数 | 人気 | 着順 |
| ---------- | ------------- | ------------- | ------------------- | ------------------ | ---- | ---- | ---- |
| 初出走     | 1995年3月4日  | 2回中山3日3R  | 4歳未勝利           | マイネルアドミラル | 16頭 | 11   | 2着  |
| 初勝利     | 1995年4月23日 | 1回福島2日6R  | 4歳未勝利           | マイネルアドミラル | 12頭 | 1    | 1着  |
| 重賞初出走 | 1995年4月30日 | 2回東京4日11R | サンスポ4歳牝馬特別 | ナカミエレガンス   | 16頭 | 9    | 11着 |
| 重賞初勝利 | 2001年4月22日 | 2回東京2日11R | フローラS           | オイワケヒカリ     | 16頭 | 5    | 1着  |
| GI初出走   | 1998年12月6日 | 6回阪神2日11R | 阪神3歳牝馬S        | タカオサクセス     | 13頭 | 10   | 8着  |

#### 主な管理馬
- オイワケヒカリ（2001年フローラステークス）[1]
- アポロティアラ（2006年フェアリーステークス）[1]
- トーセンベニザクラ（2012年フェアリーステークス）[1]
- タッチミーノット（2013年中山金杯）[1]

## 主な厩舎所属者
※太字は門下生。括弧内は厩舎所属期間と所属中の職分。
- 菊川正達（1998年 騎手・1998年-2000年 調教助手）
- 高嶋活士（2011年-2012年 騎手）